# Milhostov
Milhostov (németül Mühlessen) község Csehországban a Karlovy Vary-i kerület Chebi járásában. Közigazgatásilag hozzá tartoznak Hluboká (Nonnengrün) és Vackovec (Watzgenreuth) települések.

## Fekvése
Csehország nyugati peremén, Cheb-től 11 km-re északkeletre, 441 m tengerszint feletti magasságban fekszik.

## Története
Elsőként II. Frigyes német-római császár oklevele említi 1219-ben. Szent Miklós tiszteletére szentelt templomát pedig írott források már a 14. század kezdetén említik. A husziták 1429-ben felégették. Egyházközsége 1722-ig a Frauenreuth-i, ezt követően a Nebanitz-i plébániához tartozott, 1905-től önálló plébániája volt. 1919-ben Csehszlovákiához csatolták. 1938 és 1945 között a Nagynémet Birodalomhoz tartozott. A második világháború után a csehszlovák nemzetállami törekvések, német lakosságának kitelepítéséhez vezettek.

## Nevezetességei
- Szent Miklós tiszteletére szentelt római katolikus templom.
- A két világháború hősi halottainak és áldozatainak emlékműve.

## Népesség
A település népessége az elmúlt években az alábbi módon változott:
| Lakosok száma | 904  | 861  | 782  | 304  | 341  | 322  | 330  | 328  | 321  | 313  |
|               | 1869 | 1890 | 1921 | 1950 | 1980 | 2001 | 2017 | 2019 | 2022 | 2024 |

## Fordítás

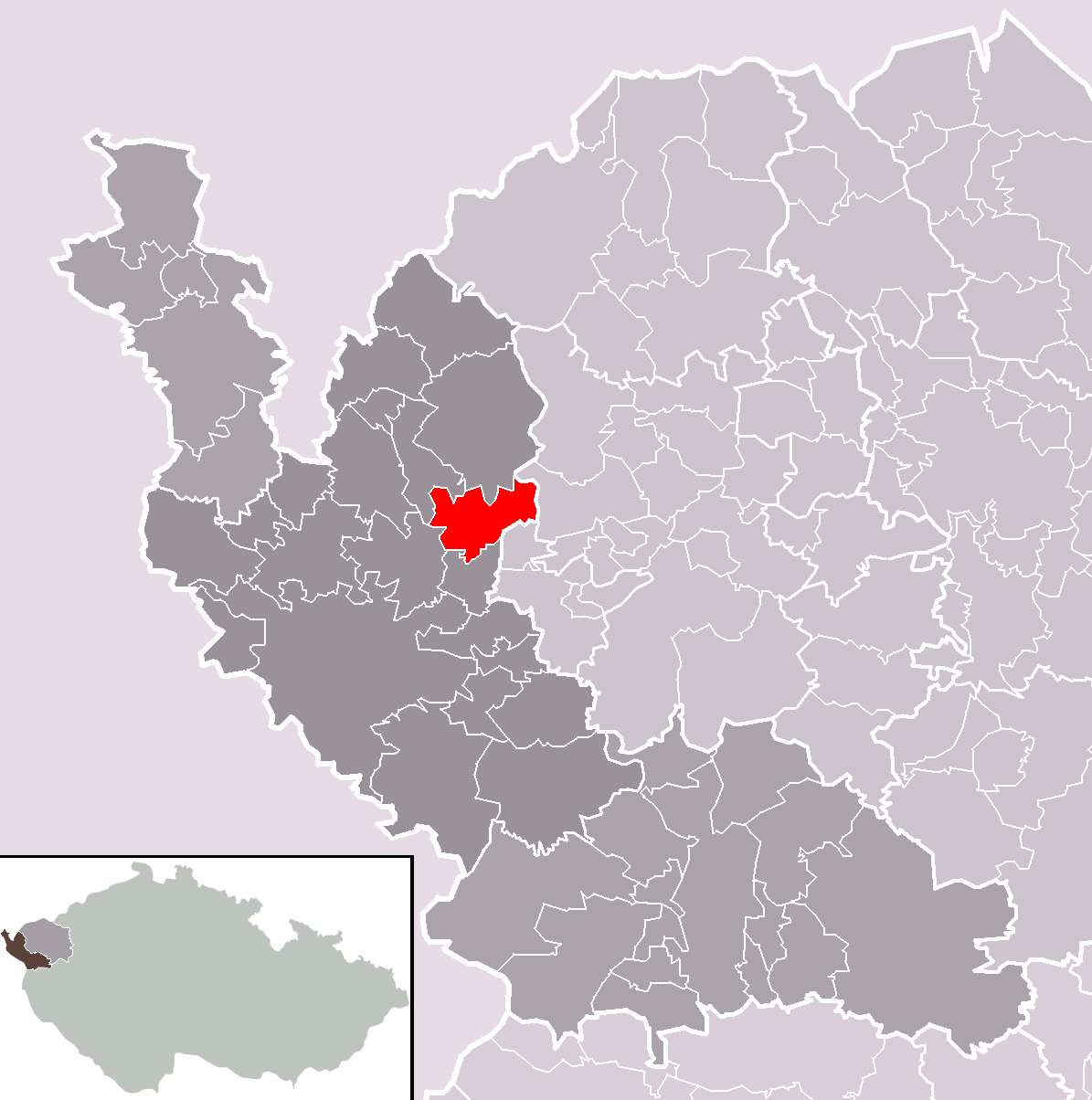
A község közigazgatási területe

- Ez a szócikk részben vagy egészben a Milhostov című német Wikipédia-szócikk ezen változatának fordításán alapul.  Az eredeti cikk szerkesztőit annak laptörténete sorolja fel. Ez a jelzés csupán a megfogalmazás eredetét és a szerzői jogokat jelzi, nem szolgál a cikkben szereplő információk forrásmegjelöléseként.